# Alfredo Sforzini
Alfredo Sforzini (Vellano, 11 febbraio 1914 – Cavour, 21 dicembre 1943) è stato un militare e partigiano italiano, decorato con la Medaglia d'oro al valor militare alla memoria durante la seconda guerra mondiale.

## Biografia
Nacque a Vellano, frazione di Pescia, l’11 febbraio 1914, all’interno di una modesta famiglia di lavoratori.  Il 7 aprile 1935 viene chiamato a prestare servizio militare di leva in seno al Regio Esercito, venendo congedato nel 1936. Fu richiamato in servizio all’entrata in guerra del Regno d'Italia, avvenuta il 10 giugno 1940, viene assegnato al 25° Settore della Guardia alla frontiera (G.a.F.). Prese successivamente parte all’invasione della Jugoslavia e poi fu assegnato al Reggimento "Cavalleggeri del Monferrato". La proclamazione dell’armistizio dell'8 settembre 1943 lo trova acquartierato a Cavour, in Piemonte, con il suo reparto, dove presta servizio come furiere. Quando si sperse la voce che stavano arrivando i tedeschi, si diede alla macchia insieme al comandante Pompeo Colajanni (nome di battaglia Nicola Barbato) andando a costituire la IV Brigata partigiana "Garibaldi" che era nata nella zona del Monte Bracco di Barge e che, poi si era trasferita per ragioni strategiche sulle pendici del massiccio della Medìa, nella zona di Montoso di Bagnolo Piemonte.
Divenuto responsabile del Servizio Informazioni, fu arrestato in seguito a una delazione mentre si trovava presso la locanda "La Verna Nuova" di Cavour. Trasferito a Saluzzo, fu pesantemente torturato nel tentativo di estorcergli informazioni utili. Non tradendo i propri compagni è condannato a morte per impiccagione. Riportato a Cavour a bordo di un autocarro per essere impiccato, quando quest’ultimo si arrestò all'angolo tra piazza Statuto e via Pinerolo perché fosse eseguita la sentenza, con le proprie mani si mise il capestro al collo e gridando "Viva la libertà!" si gettò da patibolo. Il suo corpo, su precisa disposizione del comando tedesco, venne lasciato lì appeso per quarantotto ore, con un cartello al collo sul quale vi era scritto: "Così finisce chi spara ad un tedesco". Per il coraggio dimostrato fu insignito della Medaglia d'oro al valor militare alla memoria e promosso postumo al grado di sottotenente.
Il nome di Sforzini fu assunto dalla IV Brigata Garibaldi di cui aveva militato e, dopo la fine della guerra il Consiglio comunale di Cavour gli intitolò la piazza principale della cittadina.
Anche a la città di Livorno ne ha onorato la memoria intitolandogli una piazza. Nella frazione di Castelvecchio (nel ex comune di Vellano) paese natale di Alfredo Sforzini gli è stata in titolata una via, mentre nella città di Pescia una Passerella pedonale sul torrente omonimo

### Fonti
1. 1 2 3 4 5 6 7 8 9  Poggio 2017, p. 12.
2. 1 2 3 4 5 6 7  Combattenti Liberazione.
3. 1 2 3 4  Modica 2002, p. 53.
4. 1 2 3  Modica 2002, p. 54.
5. ↑  Quirinale - scheda – visto 6 aprile 2018

### Periodici
- Dario Poggio, Ritratto di Alfredo Sforzini, in Vocepinerolese, Pinerolo, gennaio 2017,  p. 12.